# Direitos LGBT na Argélia
Lésbicas, gays, bissexuais e transgêneros (LGBT) na Argélia enfrentam desafios legais e discriminação não sofridas por cidadãos não-LGBTs. De acordo com o relatório de 2008, da Associação Internacional de Gays e Lésbicas, os atos sexuais homossexuais masculinos e femininos são ilegais na Argélia. A homossexualidade, a transexualidade e o travestismo são passíveis de punição no país.

## Lei a respeito da atividade sexual do mesmo sexo
O artigo 338 da lei argelina declara o seguinte:
"Qualquer um culpado de um ato homossexual é punível com pena de prisão entre 2 meses e 2 anos, e com uma multa de 500 a 2000 dinares argelinos. Se um dos participantes tiver idade inferior à 18 anos, a punição para a pessoa mais velha pode ser levada a 3 anos de prisão e uma multa de 10.000 dinares".
O artigo 333 da lei argelina também declara a homossexualidade como algo ilegal:
"Quando o ultraje à decência pública consistiu em um ato contra a natureza com uma pessoa do mesmo sexo, a pena é de prisão de entre 6 meses e 3 anos, e uma multa de entre 1.000 e 10.000 dinares argelinos."
As leis que declaram a homossexualidade, a transexualidade e o travestismo como algo ilegal na Argélia, baseiam-se na fé islâmica.

## Direito Constitucional
O artigo 3º da Constituição estipula que o Islã é a religião oficial. Entretanto, a Constituição garante também a ampla igualdade de todos os cidadãos, no artigo 24, e o respeito pelos direitos humanos, no artigo 33, assim como a "liberdade de credo e de opinião", no artigo 36.
O direito à privacidade é expresso e garantido no artigo 39, bem como o direito de criar organizações políticas e o direito de aceder a uma educação, nos artigos 42 e 53, respectivamente. Os cuidados de saúde e regras justas de trabalho são garantidos aos homossexuais nos artigos 54 e 55.
Estas proteções constitucionais gerais poderiam ser usado para fazer avançar os direitos das pessoas LGBT na Argélia.

## Vida LGBT na Argélia
Homossexualidade é proibida por lei, e a atitude social prevalecente é abertamente negativa, e até mesmo violenta. A lei não reconhece ou respeita os direitos civis das pessoas LGBT. Oficialmente, não há estabelecimentos gay e nenhuma organização política é permitida fazer campanha para os direitos LGBT. O assédio, violência e até mesmo assassinato das pessoas LGBT por membros de sua família, dos fundamentalistas religiosos ou outros grupos vigilantes, é geralmente tolerado.
Este tipo de viés de crimes são, muitas vezes, referidos como crimes de honra, porque o autor do crime é muitas vezes um membro da família ou vizinho que justifica sua homofobia violenta como "salvando a honra da família, ou da comunidade". Exemplos de crimes de ódio contra homossexuais incluem o apedrejamento de dois homens homossexuais em 2001 e o assassinato de dois homens, um em 1994 e outro em 1996.
A maioria das tentativas de casamento do mesmo sexo terminam em ação da polícia, como foi o caso em uma tentativa de 2005.
Esta vida problemática e perigosa levou um homem, Ramzi Isalam, a procurar asilo no Reino Unido. Mas, ultimamente, a vida gay na Argélia tem visto um aumento na aceitação, as pessoas são mais tolerantes com os homossexuais em público, e a mais recente geração, embora não aceita-os completamente, mostra-se menos violenta com eles.
| Atividade homossexual permitida                                    | Não. Pena de 2 meses a 2 anos de detenção e multa de 500 a 2000 dinares argelinos. |
| Idade igual de consentimento                                       | Não                                                                                |
| Lei anti-discriminação no emprego                                  | Não                                                                                |
| Lei anti-discriminação no fornecimento de bens e serviços públicos | Não                                                                                |
| Lei anti-discriminação em outras áreas                             | Não                                                                                |
| Casamento entre pessoas do mesmo sexo                              | Não                                                                                |
| Reconhecimento de uniões do mesmo sexo                             | Não                                                                                |
| Adoção por casais do mesmo sexo                                    | Não                                                                                |
| Gays e lésbicas autorizados a servir nas Forças Armadas            | Não                                                                                |
| Direito de mudar de gênero                                         | Não                                                                                |
| Barriga de aluguel comercial para casais do mesmo sexo             | Não                                                                                |
| Homossexuais têm direito a doar sangue                             | Não                                                                                |